# Großsteingräber bei Hainmühlen
Die Großsteingräber bei Hainmühlen waren zwei megalithische Grabanlagen der jungsteinzeitlichen Trichterbecherkultur bei Hainmühlen, einem Ortsteil von Ringstedt, einer Ortschaft der Gemeinde Geestland im niedersächsischen Landkreis Cuxhaven. Sie wurden im 19. oder frühen 20. Jahrhundert zerstört. Ein Grab lag bei dem zu Hainmühlen gehörigen Wohnplatz Driftgeest, das andere bei dem Wohnplatz Wüstewohlde. Über Ausrichtung, Maße und Grabtyp liegen keine näheren Angaben vor.